# Делалич, Рамиз
Рамиз Делалич по кличке Чело (босн. Ramiz Delalić, 15 февраля 1963, Прибой, Сербия — 27 июня 2007, Сараево) — командир в армии Боснии и Герцеговины во время Боснийской войны в 1990-е годы; один из главарей организованной преступности в Боснии в 2000-е годы.
Участвовал в расстреле сербской свадьбы в Сараеве 1 марта 1992 года — событии, послужившем началом Боснийской войны. Избежал ответственности. Убит в Сараеве в результате криминальных разборок в 2007 году.

## Участие в боевых действиях
В годы войны Делалич участвовал в обороне Сараево, где командовал собственным вооружённым формированием, известным как 9-я бригада. В конце октября 1993 года мусульманская армия провела операцию «Требевич-1», направленную против криминальных полевых командиров, в том числе Делалича и «Цацо» Топаловича. Длительное время власти закрывали глаза на их преступления, однако новый командующий Расим Делич стремился укрепить дисциплину, что предусматривало ликвидацию военизированных банд. Операция началась 26 октября, к участию в ней были привлечены около 3000 солдат и полицейских. Мушан Топалович успел взять в плен и казнить нескольких спецназовцев, однако затем был схвачен. Рамиз Делалич взял в заложники 25 мирных жителей, но позднее отпустил их и сдался. Всего во время операции погибли примерно 20 человек, среди них 6 были гражданскими лицами.

## Уголовное преследование
Расследование преступления по факту убийства Николы Гардовича было начато в 1992 году. Однако Делалич, будучи командиром Девятой мусульманской бригады в составе армии Боснии и Герцеговины, был освобождён от ответственности. Впоследствии он бежал в Турцию, где прожил два года. В 2004 году Делалич был арестован, расследование возобновлено; однако тогда же он был освобождён из под стражи. Кроме этого, Делалич также арестовывался за избиение полицейского, ему также вменяли военные преступления против боснийских хорватов.
По одной из версий, Делалич не совершал убийства Гардовича. А его сообщник Мухамед Швракич  хвастался тем, что он — «Мусульманский Гаврило Принцип».

## Смерть
27 июня 2007 года около 23 часа 30 минут в Сараеве, в подъезде дома № 1а по улице Одобашина, Рамиз Делалич был убит. По версии полиции Федерации Боснии и Герцеговины, причиной убийства стала криминальная разборка. После этого расследование было остановлено. Его сообщника Таиба Торлаковича постигла та же участь, что и Делалича. Суад Шабанович в том году находился в Италии. Как сообщалось в обвинительном заключении, Делалич был убит 10 выстрелами из пистолета с глушителем. Похоронен при стечении нескольких тысяч человек на сараевском кладбище Ковачи.

## Награды
От президента Боснии и Герцеговины Алии Изетбеговича получил пистолет в награду за службу в армии Боснии и Герцеговины в должности командира Девятой мусульманской горной бригады.